# Croix de la Pierre Percée
La croix de carrefour, dite La Pierre Percée, est une croix de chemin située à Lorrez-le-Bocage-Préaux, dans le département français de Seine-et-Marne.
La croix est inscrite monument historique, depuis le 4 octobre 1946.

## Situation et accès
Le monument se situe rue de la Croix Percée, dans la nord-est de la commune. Il est historiquement placé au carrefour de deux anciens chemins : l'un de Lorrez au hameau du Grand Creilly, et l'autre du bas de la route de Lorrez à Boisroux à la bifurcation des chemins vers Voulx et Géfontaine.

## Origine du nom
Le qualificatif de « percée » provient probablement dé l'espace formé entre le socle et la table.

## Historique
La croix est datée de 1615. Elle est restaurée en 1770 par Etienne Villard, tailleur de pierre à Préaux, puis en 1981 par l'association AHVOL.

## Structure
Le monument se compose de granite, de silex, de calcaire et de grès de Seine-et-Marne. La croix mesure 1,95 m de hauteur et est posée sur un socle de calcaire de forme parallélépipédique, avec un soubassement de plan carré mesurant 70 cm de côté. Les angles de ce socle sont orientés vers les points cardinaux. Chacun de ces angles supporte une colonnette avec un chapiteau orné de motifs végétaux simples. Les quatre colonnettes forment un espace entre le socle et la table sur laquelle est posée la croix. À l'entrecroisement des bras de la croix figure un cercle en pierre sculpté en relief où l'on aperçoit l'inscription « 1771 ».

## Fonction
La croix sert avant tout pour des processions religieuses. Il s'agit d'une croix de type hosannière. La Brie et le Gâtinais possèdent plusieurs croix de ce genre notamment la croix de la place Royale à Moret-sur-Loing et la croix de la place Saint-Paul à Jouarre.